# Anna Espar
Anna "Anni" Espar Llaquet (Barcelona, 8 de janeiro de 1993) é uma jogadora de polo aquático espanhola, medalhista olímpica. Ela é irmã da também jogadora internacional Clara Espar, e filha do treinador de handebol Xesco Espar.

## Carreira
Espar se juntou ao time feminino de pólo aquático da Universidade do Sul da Califórnia em 2012. Como caloura, ela foi nomeada para o ACWPC All-America First Team, All-MPSF First Team, MPSF All-Newcomer Team e MPSF Player of the Week em 25 de fevereiro, após marcar 8 gols em seu primeiro grande torneio como uma Trojan.
Em 2013, ela venceu a NCAA na partida mais longa da história do campeonato. Espar marcou o gol da vitória no terceiro período de prorrogação de morte súbita.
Espar disputou quatro edições de Jogos Olímpicos pela Espanha: 2012, 2016, 2020, 2024. Ela conseguiu a medalha de prata obtida nos Jogos de Londres, em 2012, e de Tóquio, em 2020. Nos Jogos Olímpicos de Verão de 2024, em Paris, conquistou a medalha de ouro no torneio feminino do polo aquático, após vencer confronto na final contra a equipe australiana por 11–9.